# Tomasz Zieliński (redaktor)
Tomasz Jerzy Zieliński (ur. 15 września 1957 w Warszawie, zm. 12 stycznia 2018 tamże) – polski redaktor związany z tematyką komputerową.

## Życiorys
Ukończył Liceum Ogólnokształcące im. Zygmunta Modzelewskiego na warszawskim Wierzbnie, a następnie Wydział Inżynierii Lądowej Politechniki Warszawskiej (IDiM, ZDUiL). W roku 1982 obronił pracę dyplomową Usprawnienie warunków komunikacyjnych na terenach starych obszarów mieszkaniowych, w której proponował konkretne rozwiązania organizacyjne na terenie Górnego Mokotowa. Po studiach podjął pracę w Instytucie Kształtowania Środowiska.
Wraz z Grzegorzem Eiderem, twórca magazynu komputerowego PCkurier. W latach 1991–1994 redaktor naczelny PCkuriera. W latach 1994–2000 wiceprezes wydawnictwa Lupus, później do 7 października 2004 roku prezes jego zarządu. Wydawca i redaktor naczelny CRN Polska w latach 2000–2004. Po rozwiązaniu wydawnictwa Lupus (2004), od marca 2006 do połowy 2009 roku zastępca redaktora naczelnego miesięcznika PC Format w Wydawnictwie Bauer. W 2007 roku przygotowywał wydanie nowego magazynu komputerowego Next, w którym od momentu pojawienia się na rynku we wrześniu 2007 do połowy 2009 roku pełnił funkcję redaktora naczelnego. W drugiej dekadzie XXI wieku świadczył usługi konsultanta w dziedzinie mediów elektronicznych.
Wspólnie z G. Eiderem byli pomysłodawcami i realizatorami serii wywiadów z pionierami polskiego przemysłu IT pod wspólnym hasłem Polski Krzem.
Był inicjatorem, obok Krystyny Karwickiej-Rychlewicz, organizowanych od 1994 roku dwunastu dorocznych edycji Balów Charytatywnych Informatyków, z których dochód był przeznaczany na cele statutowe Fundacji Pomocy Matematykom i Informatykom Niesprawnym Ruchowo, w tym na aktywizację zawodową osób z niepełnosprawnościami. Wydarzenia cieszyły się dużą popularnością w środowisku, a swoimi występami uświetniały je takie artystki, jak Beata Kozidrak, Kasia Kowalska oraz zespoły Perfect, Maanam czy T.Love.
Był laureatem nagrody Info-Star za rok 2000 w kategorii popularyzacja informatyki.